# I P Suhr
El SS I.P. Suhr fue un buque de carga construido en 1926 por Ostseewerft AG, Stettin como Siegmund para propietarios alemanes. Después de una venta en 1929, fue rebautizado como Thielbek. En una nueva venta en 1939, pasó a llamarse Ingrid Traber. Fue capturado por los aliados en mayo de 1945, pasó al Ministerio de Transporte de Guerra (MoWT) y rebautizado como Empire Condover. En 1946, pasó al Gobierno noruego y rebautizado como Fornes. Fue vendido al servicio mercante en 1948 y rebautizado como IP Suhr, prestando servicio hasta diciembre de 1950, cuando volcó y se hundió.

## Hundimiento
El 1 de diciembre de 1950, el IP Suhr se encontraba en un viaje desde Gdansk, Polonia a Aarhus, Dinamarca, cuando volcó y se hundió a 5 millas náuticas (9,3 km) de Sandhammaren, Suecia, con la pérdida de 20 de sus 21 tripulantes. El naufragio fue volado en 1952 y recuperado como chatarra.